# Gare d'Avord
La gare d'Avord est une gare ferroviaire française de la ligne de Vierzon à Saincaize, située sur le territoire de la commune d'Avord, dans le département du Cher, en région Centre-Val de Loire.
C'est une gare de la Société nationale des chemins de fer français (SNCF) desservie par des trains TER Centre-Val de Loire qui effectuent des missions entre Orléans, Bourges et Nevers ou Dijon. C'est une gare fermée à la sécurité.

## Situation ferroviaire
Établie à 171 m d'altitude, la gare d'Avord est située au point kilométrique (PK) 254,646 de la ligne de Vierzon à Saincaize entre les gares de Saint-Germain-du-Puy et de Bengy.

## Histoire
La gare est ouverte le 15 novembre 1847 par la Compagnie du Centre. La portion Bourges-Nérondes de la ligne Orléans - Châteauroux - Saincaize, sur laquelle Avord était alors situé, s'ouvrit le 20 mai 1849.
L'électrification de la portion Bourges - Saincaize de la ligne de Vierzon à Saincaize a débuté le 31 mai 2010 et a été achevée début 2012. La gare a été utilisée comme base travaux pour les travaux d'électrification.

## Fréquentation
De 2015 à 2023, selon les estimations de la SNCF, la fréquentation annuelle de la gare s'élève aux nombres indiqués dans le tableau ci-dessous.
| Année     | 2015   | 2016   | 2017   | 2018   | 2019   | 2020   | 2021   | 2022   | 2023   |
| --------- | ------ | ------ | ------ | ------ | ------ | ------ | ------ | ------ | ------ |
| Voyageurs | 26 562 | 26 383 | 28 903 | 27 513 | 35 132 | 28 256 | 39 421 | 53 799 | 69 482 |

## Service voyageurs

### Accueil
Gare SNCF, elle dispose d'un bâtiment voyageurs, avec guichet, ouvert du lundi au vendredi et fermé les samedis dimanches et fêtes. Elle est équipée d'automates pour l'achat des titres de transport.

### Desserte
Avord est desservie par des trains TER Centre-Val de Loire qui effectuent des missions entre Bourges et Nevers ou Dijon.

### Intermodalité
Un parc pour les vélos ainsi qu'un parking sont aménagés.